# Les Oliveres (Marfà)

Les Oliveres, respecte del terme de Castellcir

Les Oliveres és un paratge del terme municipal de Castellcir, a la comarca del Moianès. Pertany a l'enclavament de la Vall de Marfà.
Estan situades al nord de la casa de Marfà, a la dreta de la Riera de Marfà. És a llevant dels Camps de Marfà, a migdia de l'extrem sud-oest de la Solella de la Datzira i al nord-oest de la Tosca.